# Oro-fazio-digitales Syndrom
Unter dem Begriff Oro-fazio-digitales Syndrom (kurz OFD) wird eine Reihe von seltenen angeborenen Fehlbildungssyndromen mit vorwiegender Beteiligung des Gesichtes zusammengefasst.
Synonyme sind: OFDS; lateinisch Dysplasia linguofacialis; englisch Oro-facio-digital syndrome; OFDS; Orodigitofacial dysostosis; Orodigitofacial syndrome; Orofaciodigital syndrome

## Einteilung
- Oro-fazio-digitales Syndrom Typ 1 (Papillon-Léage-Psaume-Syndrom)
- Oro-fazio-digitales Syndrom Typ 2 (Mohr-Syndrom)
- Oro-fazio-digitales Syndrom Typ 3 (Sugarman-Syndrom)
- Oro-fazio-digitales Syndrom Typ 4 (Baraitser-Burn-Syndrom)
- Oro-fazio-digitales Syndrom Typ 5 (Thurston-Syndrom)
- Oro-fazio-digitales Syndrom Typ 6 (Joubert-Syndrom mit oro-fazio-digitalem Defekt) (Varadi-Papp-Syndrom; Váradi-Syndrom)
- Oro-fazio-digitales Syndrom Typ 7 (Whelan-Syndrom)
- Oro-fazio-digitales Syndrom Typ 8 (Edwards-Syndrom)
- Oro-fazio-digitales Syndrom Typ 9 (mit retinalen Anomalien)
- Oro-fazio-digitales Syndrom Typ 10 (mit Fibula-Aplasie)
- Oro-fazio-digitales Syndrom Typ 11 (Typ Gabrielli)
- Oro-fazio-digitales Syndrom Typ 12 (Moran-Barroso-Syndrom)
- Oro-fazio-digitales Syndrom Typ 13 (Degner-Syndrom)
- Oro-fazio-digitales Syndrom Typ 14